# Suzanne Juyol
Suzanne Juyol (Paris, 1 de enero de 1920 - Paris, 20 de julio de 1994, Paris) fue una soprano dramática francesa.
Destacada intérprete de Marguerite en La condenación de Fausto de Berlioz, Santuzza de Cavalleria Rusticana, Carmen, Tosca, Brunilda, Ortrud, Penélope de Faure, Charlotte en Werther, debutó en 1942 y se retiró en 1960 a los 40 años de edad.
En 1951 fue invitada a cantar Tristan e Isolda en la Opera del Estado de Berlín junto a Max Lorenz. Ese mismo año protagonizó la versión discográfica integral de Carmen para el sello Decca.